# Eldorado (Teksas)
Eldorado – miasto w Stanach Zjednoczonych, w stanie Teksas, siedziba administracyjna hrabstwa Schleicher.